# 最坏情景

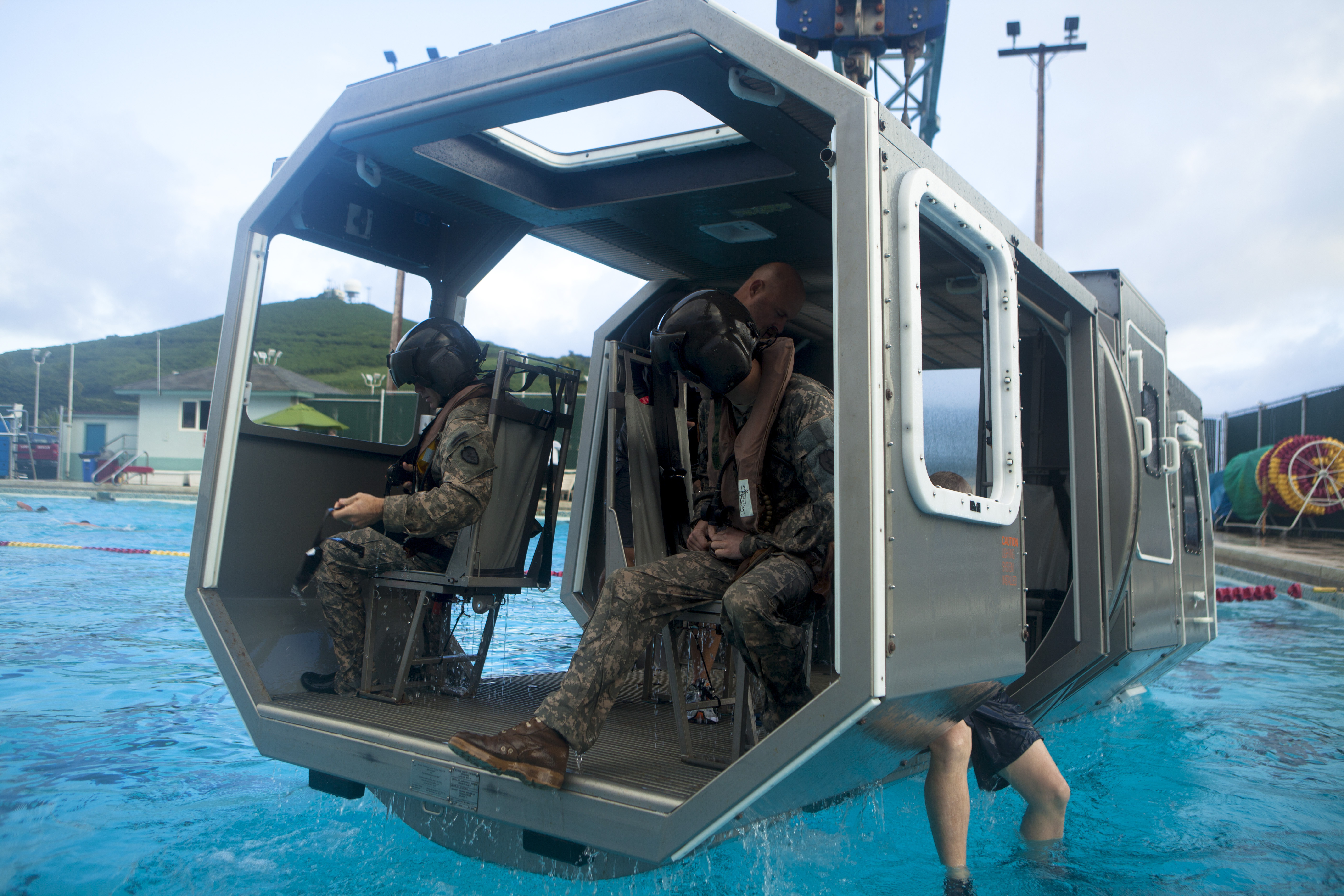
士兵为最坏情景进行训练，准备应对一次模拟的水下直升机坠毁。

最坏情景（英語：worst-case scenario）是一个在风险管理中使用的概念：在为潜在灾害做规划时，规划者会考虑在特定情境下合理可预测的最严重可能结果。构想最坏情景是常见的战略计划形式，尤其是情景计划，用于为可能导致意外事故、品質保證问题或其他问题的突发情况做准备并尽量将其影响减到最小。

## 发展与使用
最坏情景是“最常使用的替代情景之一”。风险管理者可能会要求“代表最坏情景的保守风险估计”，以便确定在制定降低风险的计划步骤时可施加的余地。通常，通过达成“某一被认定的最坏情况已经足够糟糕”的一致来确定一个最坏情景。然而，重要的是要认识到，没有哪个最坏情景是完全不会带来意外的。换言之，“‘最坏情景’永远不是最糟的情况”，一方面因为可能出现任何规划者无法合理预见的情形，另一方面因为某一特定的最坏情景通常只考虑与某一特定灾难相关、预计会出现的突发情况。地震学家设计的最坏情景可能是一场特别严重的地震，气象学家设计的最坏情景可能是一场特别严重的飓风，但他们很可能不会同时设想在同一时间既发生特别严重的风暴又发生特别严重的地震。
最坏情景的定义因应用领域不同而异。例如，在环境工程中，“最坏情景被定义为由单一容器或工艺管线故障释放的受管制物质的最大量，且导致到达影响终点（endpoint）距离最远”。在该领域，“与其他领域一样，当低概率事件可能导致必须以高代价避免的灾难时，最坏情景是一个有用的工具；但在大多数健康风险评估中，最坏情景本质上是一种界定估计（bounding estimate）”。在计算机科学中，给定算法的最优、最坏与平均情况分别表示其资源使用的下限、上限与平均值。对许多人来说，最坏情景则是会导致他们本人死亡的那种情况。

## 批评
对使用最坏情景的方法存在若干批评。在某些情况下，某一领域内可想象出的最坏情景可能远超参与者处理能力，以至于开发或探讨这样的情景不值得付出努力；在可能出现这种情况时，“评估开发最坏情景是否合理与可取就显得重要”。依赖此类情景进行规划的实体可能会因此变得过于保守，从而无法利用通常情况下这些极端情景并不发生的事实，且可能在为极不可能发生的突发情况做准备上浪费资源。在极端情况下，有人认为在灾害准备和训练中使用最坏情景，会使人们习惯性地把伦理顾虑放到一边，并对较小的灾害反应过度。
Ben-Haim、Elishakoff 等人以及Hlavacek等人基于凸约束发展了用于应用力学中的不确定性表示的最坏情景分析方法。